# Moulin des Marats
 (décembre 2021).
La mise en forme du texte ne suit pas les recommandations de Wikipédia : il faut le « wikifier ».
Les points d'amélioration suivants sont les cas les plus fréquents. Le détail des points à revoir est peut-être précisé sur la page de discussion.
- Les titres sont pré-formatés par le logiciel. Ils ne sont ni en capitales, ni en gras.
- Le texte ne doit pas être écrit en capitales (les noms de famille non plus), ni en gras, ni en italique, ni en « petit »…
- Le gras n'est utilisé que pour surligner le titre de l'article dans l'introduction, une seule fois.
- L'italique est rarement utilisé : mots en langue étrangère, titres d'œuvres, noms de bateaux, etc.
- Les citations ne sont pas en italique mais en corps de texte normal. Elles sont entourées par des guillemets français : « et ».
- Les listes à puces sont à éviter, des paragraphes rédigés étant largement préférés. Les tableaux sont à réserver à la présentation de données structurées (résultats, etc.).
- Les appels de note de bas de page (petits chiffres en exposant, introduits par l'outil «  Source ») sont à placer entre la fin de phrase et le point final[comme ça].
- Les liens internes (vers d'autres articles de Wikipédia) sont à choisir avec parcimonie. Créez des liens vers des articles approfondissant le sujet. Les termes génériques sans rapport avec le sujet sont à éviter, ainsi que les répétitions de liens vers un même terme.
- Les liens externes sont à placer uniquement dans une section « Liens externes », à la fin de l'article. Ces liens sont à choisir avec parcimonie suivant les règles définies. Si un lien sert de source à l'article, son insertion dans le texte est à faire par les notes de bas de page.
- La présentation des références doit suivre les conventions bibliographiques. Il est recommandé d'utiliser les modèles {{Ouvrage}}, {{Chapitre}}, {{Article}}, {{Lien web}} et/ou {{Bibliographie}}. Le mode d'édition visuel peut mettre en forme automatiquement les références.
- Insérer une infobox (cadre d'informations à droite) n'est pas obligatoire pour parachever la mise en page.

Pour une aide détaillée, merci de consulter Aide:Wikification.
Si vous pensez que ces points ont été résolus, vous pouvez retirer ce bandeau et améliorer la mise en forme d'un autre article.
Le moulin des Marats désigne un ouvrage disparu aux Marats, ancienne commune française située dans le département de la Meuse et la région Lorraine.
Il était encore en activité jusqu'au milieu du XIXe siècle. La synthèse des recherches documentaires permet de ne pas oublier le passé de cet édifice et son activité dans le village des Marats.
Le meunier était un personnage central de la vie du village. Sous l'Ancien Régime, le moulin était un outil « banal », c'est-à-dire communautaire et dépendait du seigneur local. Les paysans lui apportaient leur récolte de grain. Pour paiement de sa peine, le meunier prélevait une part de la farine obtenue. La fin du XIXe siècle amorça la disparition d'une tradition meunière villageoise au profit d'une industrie minotière urbaine.

## Localisation et description
Le cadastre de 1833 de la commune des Marats permet de confirmer la présence d'un moulin sur le territoire de la commune et de le localiser précisément.
Sur le cadastre, on s'aperçoit que trois bâtiments distincts sont présents au lieu-dit "Aux Varennes". Le bâtiment principal qui abritait le mécanisme s'étendait sur 22 mètres de large et 31 mètres de long. Le moulin n'était pas situé directement sur la rivière de la Chée. Un canal spécifique permettait d'amener l'eau provenant des ruisseaux des vallées "sous Caulaines" et de la "Vau Haqui" ainsi qu'une partie des eaux détournées de la Chée. 
Dans son livre publié en 1938, l'abbé Camille Paul Joignon) précise : « La Chée prend sa source sur Marats-la-Grande, qu'elle arrose en passant sous deux ponts, dans la direction est-ouest, puis la rivière remonte vers le nord pour arroser et fertiliser le joli petit vallon qui relie les deux Marats. Jadis, la Chée actionnait un moulin à eau à deux tournants qui chômait quatre mois par an. Il était situé au pied de la Côte à Rougeats. »

## Chronologie

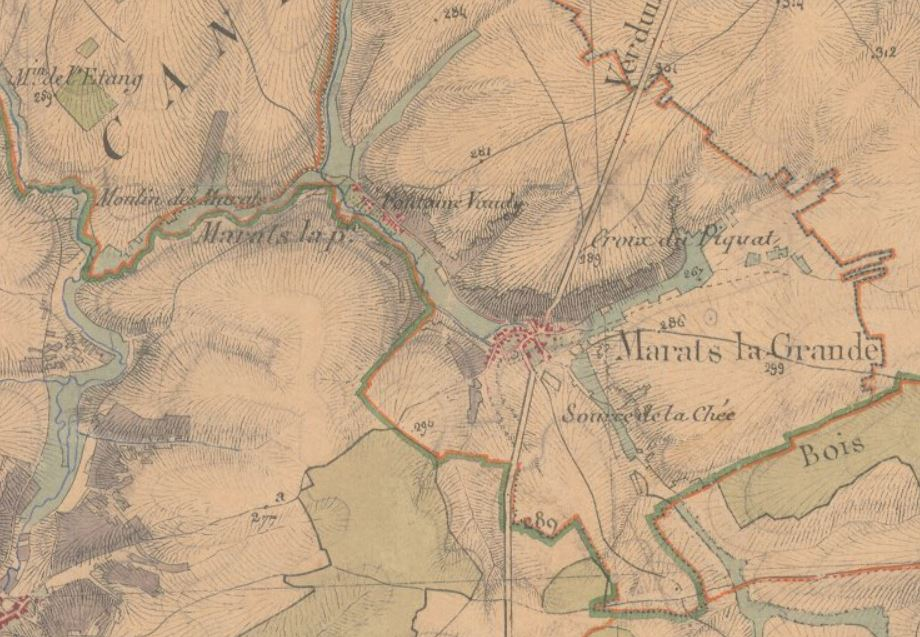
Extrait de la carte d'état-major

Les origines sont inconnues mais les différentes sources documentaires permettent d'attester la présence de ce moulin.
- 1740 : la carte de Cassini[3] est la première confirmation de la présence du moulin. Sur cette carte, on s'aperçoit qu'un autre moulin, "le moulin de Keipha", est situé à environ 1600 mètres sur le ruisseau de Rembercourt.

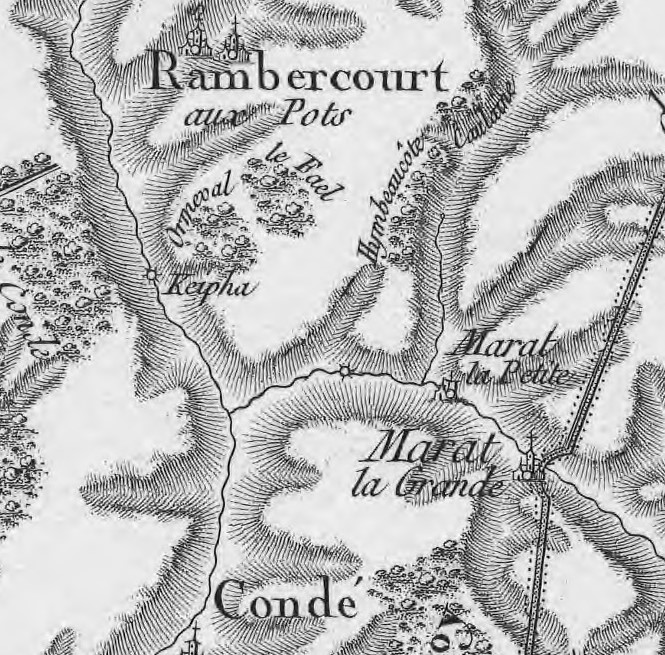
Extrait de la carte de Cassini

- 1836 : Le premier registre de recensement[4] de la commune des Marats disponible aux archives départementales date de 1836. Dans ce document, on y apprend que Jean Mansuy Purson, âgé de 70 ans, est meunier et vit avec son épouse (Catherine Hébert - 66 ans) et ses deux fils Victor Denis (38 ans) et Jean Joseph (36 ans).
- 1841 : 5 ans plus tard, dans le registre de 1841, on découvre que Jean Mansuy Purson a désormais cessé son activité et qu'il a transmis sa charge à son fils aîné Denis Victor qui réside au moulin avec sa femme Joséphine Sabatier, son fils Joseph Adolphe et une jeune domestique, enfant trouvé de son état, prénommée Léocadie.  On apprend également qu'un deuxième foyer est présent au moulin (certainement logé dans le second bâtiment). il s'agit de Jean Hyacinthe Purson qui est cultivateur et qui vit avec sa femme Marie Anne Gabriel, leur fille Constance et Anne Purson (veuve Gabriel).
- 1846 : La famille s'agrandit avec l'arrivée d'un fils cadet prénommé Alcide (4 ans), Victor (1 an) et d'un nouveau-né Jules (3 mois).
- 1851 : Le registre indique que Denis Victor, alors âgé de 53 ans, est meunier et cultivateur et que sa femme Marie Joséphine est vigneronne. un petit dernier, prénommé Gustave (2 ans) est venu compléter la famille.
- 1856 : Malheureusement en ce milieu du XIXe siècle, le moulin des Marats ne fait pas exception et disparait définitivement face à la naissance de la minoterie industrielle. En 1856 le registre indique que le moulin est inhabité et ne fait plus mention de la famille de Victor Purson qui a sans doute dû déménager pour s'installer dans un village alentour ou à la ville.
- 1861 : À partir de cette date, les registres ne font plus mention du moulin des Marats.
- 1866 :  La carte d'état-major[5] fait encore apparaître le moulin. Extrait de la carte d'état-major

## Le site aujourd'hui

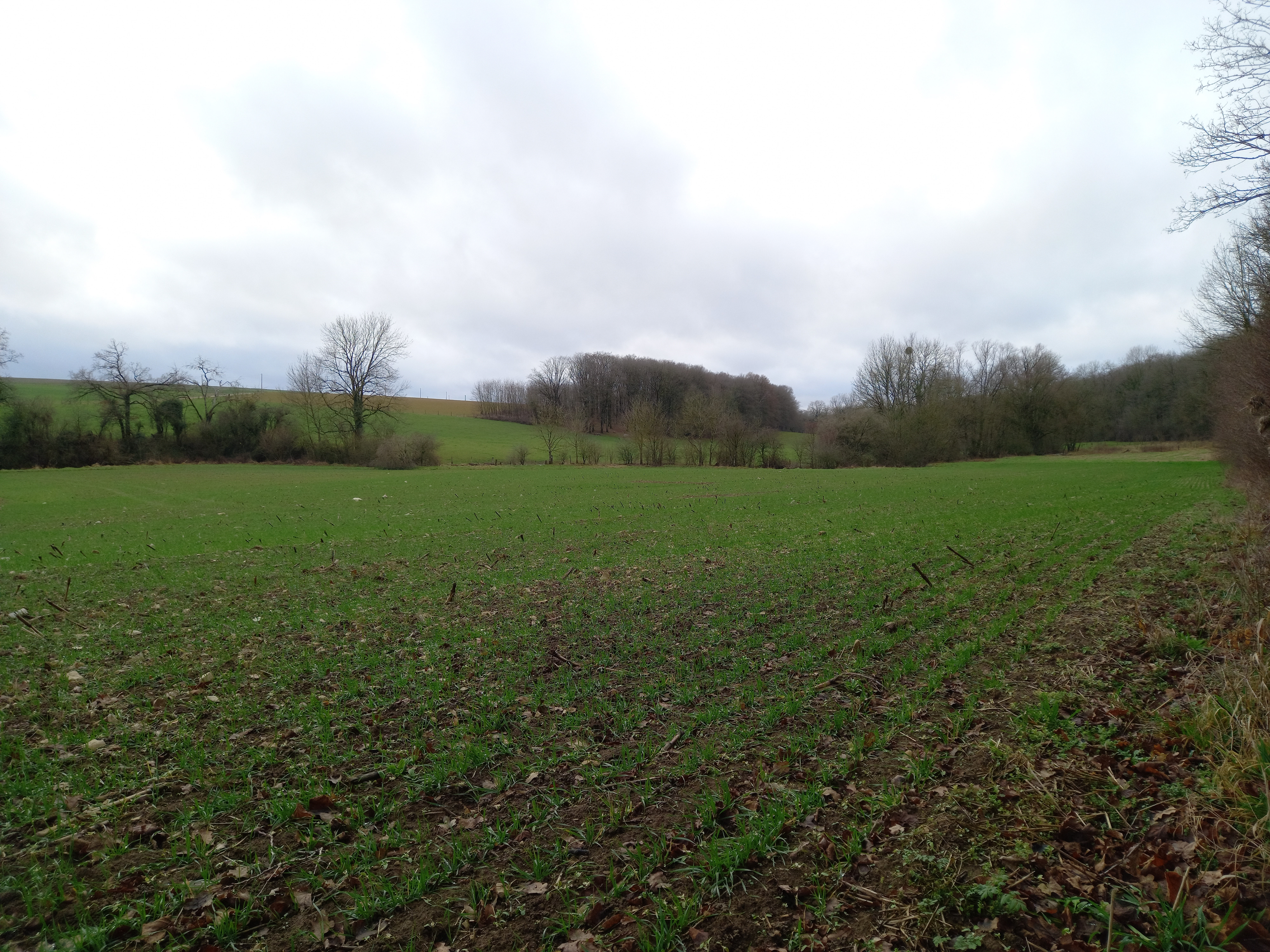
Vue 1
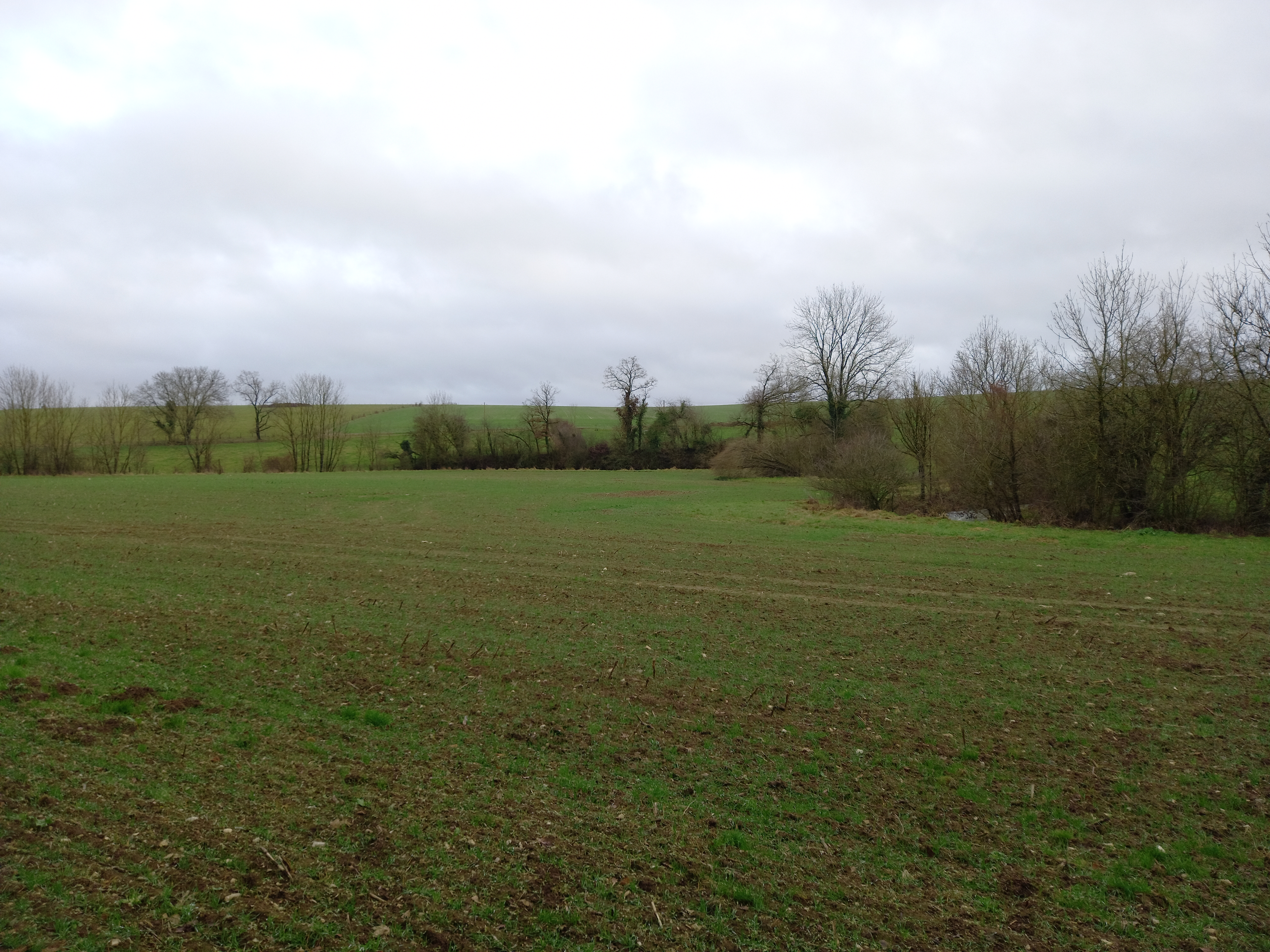
Vue 2